# Parti d'action nationaliste
Pour les articles homonymes, voir MHP.
Ne doit pas être confondu avec Parti action nationale.

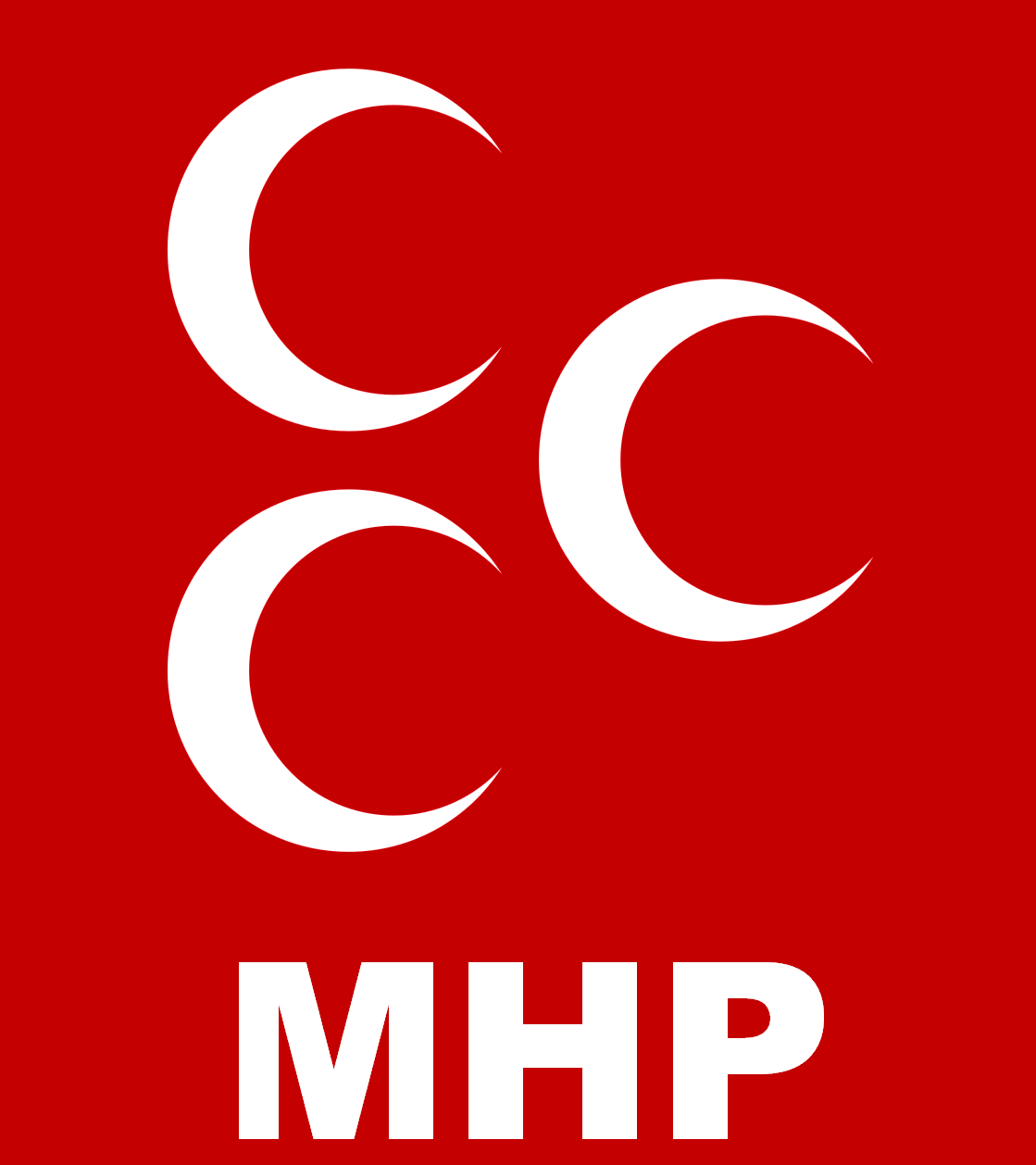
Drapeau du Parti d'action nationaliste.

Le Parti d’action nationaliste (Milliyetçi Hareket Partisi ou MHP en turc) est un parti politique turc généralement classé à l'extrême droite fondé en 1969. Le prédécesseur de MHP est le Parti national républicain et paysan (Cumhuriyetçi Köylü Millet Partisi), fondé en 1958.
En 1969, quatre ans après l'arrivée d'Alparslan Türkeş à la tête du parti, celui-ci prend le nom de Parti d'action nationaliste.
De 1983 à 1985, le parti prend le nom de Parti conservateur (Muhafazakâr Parti), puis de Parti nationaliste et travailliste (Milliyetçi Çalışma Partisi) de 1985 à 1993. Le BBP a été fondé en 1993 et le parti İYİ a été fondé en 2017 par les opposants qui ont quitté ce parti.
Il participe au gouvernement Ecevit II de 1999 à 2002 en coalition avec le Parti de la gauche démocratique (DSP) de Bülent Ecevit et le Parti de la mère patrie (ANAP) de Mesut Yılmaz, et disparaît de la Grande Assemblée nationale de Turquie avant de la réintégrer lors des élections de 2007.
Dans la perspective des élections générales du 24 juin 2018, il forme une Alliance populaire avec le Parti de la justice et du développement (AKP) et contribue à l'élection de Recep Tayyip Erdoğan à la présidence de la république de Turquie.

## Historique

### Fondation du parti
Les origines de l’extrême droite moderne turque remontent à la fin des années 1930, se structurant autour d'officiers favorables au régime nazi et enclins au panturquisme. Ses militants, surnommés les « Loups gris », sont violemment anti-communistes.
Le CKMP, Parti national républicain et paysan (en turc : Cumhuriyetçi Köylü Millet Partisi), fondé en 1958, passe en 1965 sous la direction du colonel Alparslan Türkeş. Le parti est renommé MHP, le 9 février 1969, lors d'un congrès se déroulant dans la ville d'Adana ; l'ancien emblème du parti, la Balance de Thémis, est remplacé par les trois croissants sur fond rouge, alors que l'emblème de la section des jeunes du MHP devient un loup entouré d'un croissant sur fond rouge.

### De 1969 jusqu'à son interdiction
Dans les années 1970, les milices du MHP affrontent violemment les syndicats et les mouvements de gauche radicale. En 1978, les militants du MHP massacrent des familles entières supposées proches de l'extrême gauche, dans la ville de Maraş. Plusieurs centaines de personnes sont assassinées en deux jours.
Jusqu'en 1973, le parti n'obtient pas les résultats espérés. Les différents revers subis lors des élections législatives de 1969 et de 1973 (respectivement 3,02 % et 3,38 %) ont été imputés à la politique panturquiste défendue par Alparslan Türkeş, qui n'a pas trouvé d'écho dans la société turque. De plus, Alparslan Türkeş est le colonel qui a annoncé à la radio turque le début du coup d'État militaire de 1960 qui aura pour conséquence la mort par pendaison d'Adnan Menderes, premier ministre à l'époque, et très apprécié des Turcs.
Le Parti du salut national de Necmettin Erbakan et le Parti démocrate (en) de Ferruh Bozbeyli régnaient alors sur la scène politique de l'époque avec une idéologie conservatrice musulmane ; Alparslan Türkeş décide alors de s'éloigner des idées de Nihâl Atsız, c'est-à-dire un nationalisme turc laïc, et de se rapprocher d'une politique qu'il décrira comme « le corps de notre politique est le nationalisme turc, et son âme est l'Islam ». Ce nationalisme « Islam-Turc » a permis au parti de s'ouvrir à l'Anatolie conservatrice. Le MHP récolte les fruits de cette nouvelle politique lors des élections législatives et municipales de 1977 au cours desquelles le parti multiplie par deux ses scores des précédentes élections. Sa politique conservatrice lui permet également de s'implanter dans des villes où les minorités kurdes et zazas sont importantes, et remporter par la même occasion la mairie de Bingöl en présentant un candidat d'origine kurde.

### Interdiction (1980-1983)
Après le coup d'État de 1980, à la suite d'un arrêté publié le 16 octobre 1981, le MHP est interdit comme tous les autres partis politiques du pays.

### Refondation
Le 7 juillet 1983, les cadres du parti décident de refonder le parti sous le nom de Parti conservateur (en turc : Muhafazakâr Parti), puis de nouveau renommé Parti nationaliste et travailliste (en turc : Milliyetçi Çalışma Partisi) en novembre 1985.

### Reprise du nom originel
Le 24 janvier 1993 lors d'un congrès, le Parti nationaliste et travailliste reprend son nom initial de Parti d'action nationaliste (MHP).

### Élections de 2018
En février 2018, en vue des élections législatives et de la présidentielle du 24 juin, le MHP et l'AKP annoncent une coalition électorale, l'Alliance populaire. Le 3 mai suivant, le président sortant Recep Tayyip Erdoğan est désigné candidat à la présidentielle par son parti. Le MHP décide de le soutenir.
En France, des militants du MHP sont responsables d'actions d'intimidation visant la communauté kurde.

## Emblème

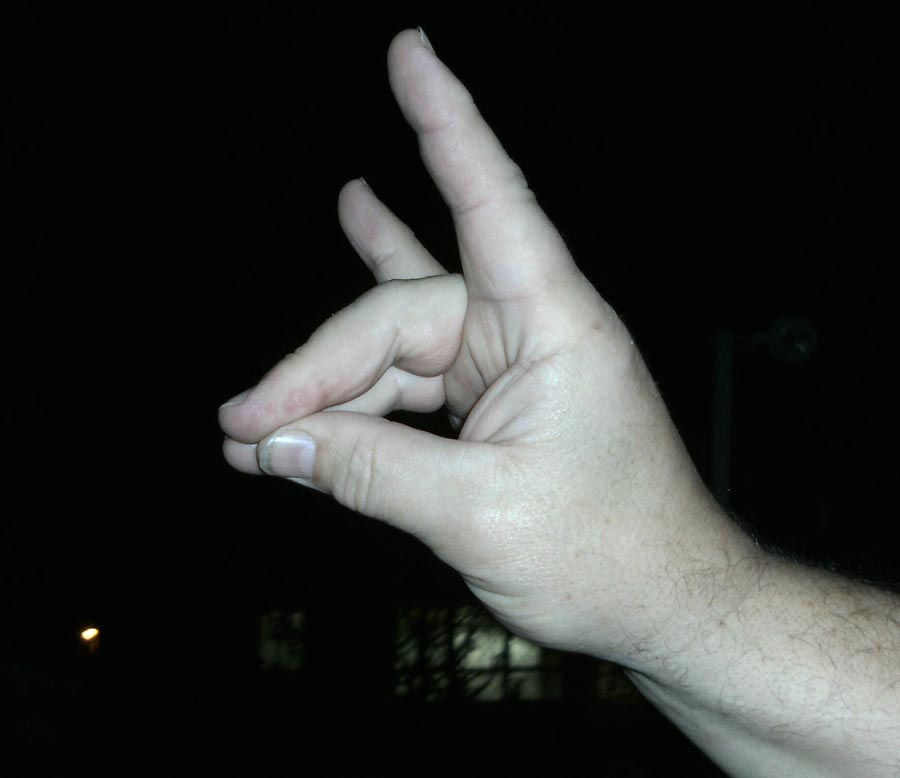
Signe de ralliement du MHP et des Loups gris.

L'emblème, attribué à l'empire ottoman, représente trois croissants sur un fond rouge. Un signe de ralliement des membres du MHP et en général des Loups gris est un signe de la main, où l'index et l'auriculaire sont levés, les autres doigts se rejoignant vers l'avant, pour former la tête d'un loup.

## Résultats électoraux

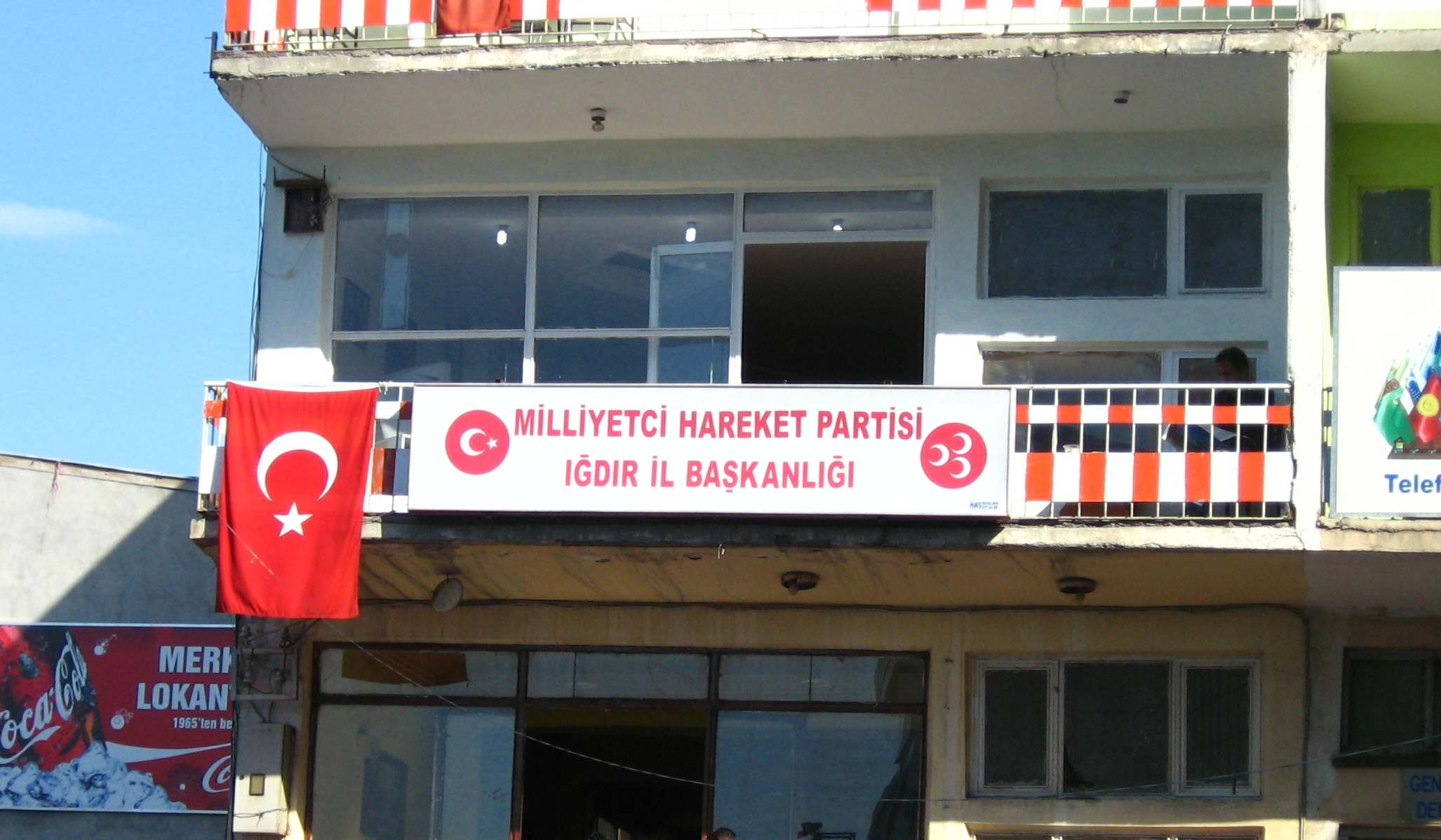
Bureaux du MHP à Iğdır.

### Élections législatives
| Année   | Voix      | %     | Rang | Sièges    | Gouvernement               |
| ------- | --------- | ----- | ---- | --------- | -------------------------- |
| 1969    | 274 225   | 3,02  | 5e   | 1 / 450   | Opposition                 |
| 1973    | 362 208   | 3,38  | 6e   | 3 / 450   | Opposition                 |
| 1977    | 951 544   | 6,42  | 4e   | 16 / 450  | Opposition                 |
| 1995    | 2 301 343 | 8,18  | 6e   | 0 / 550   | Extra-parlementaire        |
| 1999    | 5 606 634 | 17,98 | 2e   | 129 / 550 | Ecevit IV et V             |
| 2002    | 2 629 808 | 8,35  | 4e   | 0 / 550   | Extra-parlementaire        |
| 2007    | 5 001 869 | 14,27 | 3e   | 71 / 550  | Opposition                 |
| 2011    | 5 580 415 | 13,01 | 3e   | 53 / 550  | Opposition                 |
| 06/2015 | 7 520 006 | 16,29 | 3e   | 80 / 550  | Opposition                 |
| 11/2015 | 5 694 136 | 11,90 | 3e   | 40 / 550  | Opposition                 |
| 2018    | 5 564 517 | 11,10 | 4e   | 49 / 600  | Soutien sans participation |
| 2023    | 5 484 506 | 10,07 | 3e   | 50 / 600  | Soutien sans participation |

### Élections présidentielles
| Année | Candidat             | Premier tour | Premier tour | Second tour | Second tour | Résultat |
| Année | Candidat             | Voix         | %            | Voix        | %           | Résultat |
| ----- | -------------------- | ------------ | ------------ | ----------- | ----------- | -------- |
| 2014  | Ekmeleddin İhsanoğlu | 15 587 132   | 38,44        |             |             | 2e       |
| 2018  | Recep Tayyip Erdoğan | 26 325 188   | 52,59        | Élu         |             |          |
| 2023  | Recep Tayyip Erdoğan | 27 088 360   | 49,52        | 27 834 692  | 52,18       | Élu      |

### Élections municipales

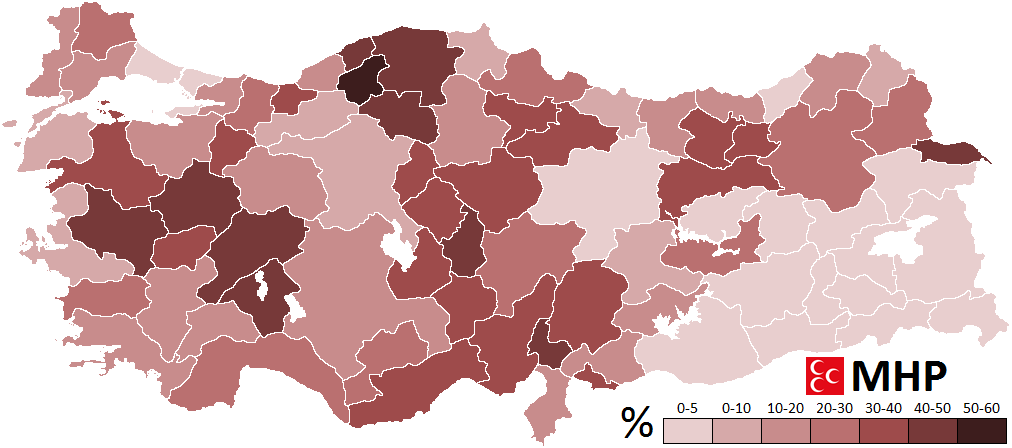
Résultats du MHP lors des élections locales de 2014.

| Date | Voix      | %     | Mairies |
| ---- | --------- | ----- | ------- |
| 1973 | 133 089   | 1,33  |         |
| 1977 | 819 136   | 6,62  |         |
| 1994 | 2 239 117 | 7,95  | 118     |
| 1999 | 5 401 597 | 17,17 | 499     |
| 2004 | 3 372 249 | 10,45 | 248     |
| 2009 | 6 683 600 | 16,27 | 490     |
| 2014 | 7 907 067 | 17,62 | 167     |
| 2019 | 3 211 038 | 7,44  | 238     |